# 薩福克海岸 (英國國會選區)
薩福克海岸（英語：Suffolk Coastal），英國國會一郡選區，包括英格蘭東部薩福克郡東部，包括韋弗尼南部和薩福克海岸東部。本區創始於1983年。
本區自恢復以來當區下議院議員為保守黨的约翰·格默。他的議席由高翠玲在2010年大選中以50.6%選票勝出該區得以繼承。